# Matilde de la Torre Gutiérrez
Matilde de la Torre Gutiérrez (Cabezón de la Sal, Cantàbria, 14 de març de 1884 - Mèxic, 19 de març de 1946) fou una escriptora i política socialista espanyola.

## Biografia
Filla d'Eduardo de la Torre i d'Ana Gutiérrez Cueto, va pertànyer a una família hidalga de tradició liberal i classe mitjana. El seu pare era notari de Cabezón de la Sal. El seu avi va fundar el periòdic La Abeja Montañesa en 1856, i el seu oncle Enrique El Atlántico, el 1886. A més, era cosina-germana de la pintora santanderina María Blanchard.
Hereva, per tant, de l'afició per l'escriptura, es va estrenar al món de la literatura amb la publicació, el 1917, de la seva primera obra, homònima d'una pintura de María Blanchard, Jardín de damas curioaes: epistolario sobre feminismo. A partir de llavors, va començar a escriure diversos assajos, entre els quals destaquen Don Quijote, rey de España, de l'any 1928, o El Ágora, de 1930, en els quals elogiava el règim polític de la Restauració, el corrent del Regeneracionisme, i autors com José Ortega y Gasset.
En els anys vint, Matilde de la Torre va fundar l'Acadèmia Torre a Cabezón de la Sal, en la qual va començar a emprar els principis de la Institución Libre de Enseñanza d'educació integral. El 1924 va fundar les Voces Cántabras, un cor de cant i danses populars de Cantàbria. En ella, va exercir una important labor de recopilació i recuperació de tradicionals danses i cançons de Cantàbria, com la Baila de Ibio o El romanç del Comte Lara. Va arribar a participar en el festival folklòric de la English Folk Dance el 1932.
En acabar la dictadura de Primo de Rivera, es va afiliar al Partit Socialista Obrer Espanyol el 1931. El 1933 i 1936 va ser escollida diputada del PSOE per Astúries a les eleccions a Corts, sent una de les cinc úniques diputades. Periodísticament, va aconseguir el cim de la seva producció, amb col·laboracions a El Socialista i La Región. També d'aquesta època és la novel·la El banquete de Saturno, de l'any 1931.
No obstant això, la derrota del bàndol republicà en la Guerra Civil la va obligar a exiliar-se a França. Allí va publicar, l'any 1940, Mares en la sombra, en la qual relata la seva dramàtica visió de la guerra a Astúries. També va col·laborar a Norte, la revista editada per Julián Zugazagoitia que servia d'òrgan d'expressió als negrinistes.
En la primavera d'aquest mateix any, marxà a Mèxic des de Bordeus, on sis anys després, el 19 de març de 1946, va morir i fou enterrada en el panteó espanyol. Pertanyent a la facció negrinista del PSOE, va ser expulsada del partit a l'abril de 1946 junt altres partidaris de Negrín pertanyents al Cercle Jaime Vera de Mèxic (en el XXXVII congrés del PSOE celebrat al juliol de 2008 va ser readmesa simbòlicament a la disciplina del partit amb tots els efectes juntament amb 36 militants més, encapçalats per Juan Negrín). L'acte del lliurament de carnets es va celebrar el 24 d'octubre de 2009 a la seu central del PSOE a Madrid.